# Resolució 2025 del Consell de Seguretat de les Nacions Unides
La Resolució 2025 del Consell de Seguretat de les Nacions Unides fou adoptada per unanimitat el 14 de desembre de 2011. Després de recordar resolucions anteriors sobre la situació a Libèria, especialment les resolucions 1903 (2009) i 1532 (2004), el Consell ha acordat estendre durant un any el mandat del Grup d'experts que supervisa l'aplicació de l'embargament d'armes i la prohibició de viatjar, amb l'encàrrec de realitzar dues missions d'avaluació a Libèria i els estats veïns sobre la implementació de les sancions.
El Consell manté que, malgrat els progressos significatius, la situació a Libèria encara és una amenaça per a la pau i la seguretat internacionals a la regió i exigeix al govern de Libèria que faci tots els esforços necessaris per complir amb les seves obligacions. També va reafirmar la necessitat que la Missió de les Nacions Unides a Libèria (UNMIL) i l'Operació de les Nacions Unides a Costa d'Ivori (UNOCI) coordinin les seves estratègies i operacions en zones properes la frontera entre Libèria i Costa d'Ivori, per contribuir a la seguretat regional.